# Бодажково
Бодажково — деревня в Томском районе Томской области. Входит в состав Корниловского сельского поселения.
Почтовый индекс — 634538.

## География
Расстояние до центра сельского поселения — Корнилова — 4,5 км, до Томска — 12 км.
Бодажково примыкает с севера к деревне Лязгино, два населённых пункта разделяет речка Малая Ушайка. В деревне только одна улица — Заречная.
Через Лязгино деревня Бодажково доступна для автомобильного сообщения со стороны центра поселения — села Корнилово.

## Местная власть
Глава сельского поселения — Геннадий Михайлович Лонгвинов.

## Население
| 2002 | 2008 | 2009 | 2010 | 2011 | 2012 | 2013 |
| ---- | ---- | ---- | ---- | ---- | ---- | ---- |
| 39   | ↗41  | ↗43  | ↗60  | →60  | ↘57  | →57  |
| 2014 | 2015 | 2021 |      |      |      |      |
| ↗59  | →59  | ↘58  |      |      |      |      |